# Micronesisch voetbalelftal (mannen)
Het Micronesisch voetbalelftal is een team van voetballers dat Micronesia vertegenwoordigt bij internationale wedstrijden. Het is noch lid van de OFC, noch van de FIFA waardoor het niet kan meedoen aan de kwalificatie voor het WK.

1 CONCACAF-lid · 2 geassocieerd CAF-lid · 3 geassocieerd OFC-lid · 4 geassocieerd AFC-lid